# Videoconsoles de vuitena generació
En la història dels videojocs, la vuitena generació de videoconsoles és un concepte que descriu la producció de consoles de videojocs que succeeix a la setena generació (PlayStation 3 de Sony, Wii de Nintendo i Xbox 360 de Microsoft). També estan incloses les unitats de jocs portàtils posats a la venta en el marc de temps similar (3DS de Nintendo i la PlayStation Vita de Sony).

## Característiques
El tret més característic de la funcionalitat que comparteix aquesta generació és l'ús d'Internet, agrupant així diversos centres de comunicació ajuntant en un únic aparell, ja que funcionen com un de jocs, però també de venda de pel·lícules, sèries de TV i altres continguts des de la pròpia consola.
De la mateixa manera que va succeir en l'anterior generació, el preu dels videojocs va créixer exponencialment fins als 70 dòlars nord-americans o més (depenent de les edicions que surtin al mercat), fet que es contraposa amb els baixos preus dels videojocs presents en els telèfons mòbils i tauletes.
Tot i que les generacions anteriors de videoconsoles, en general, s'han succeït en cicles de cinc anys, la transició de la setena a la vuitena generació ha durat més de sis anys. No osbtant això, tabé és inusual que la Wii, la videoconsola més venguda, va ser la primera a tenir una successora (la Wii U l'any 2012), mentre que Microsoft i Sony van trigat més anys en buscar la seva propera versió de consoles. Això s'ha atribuït, entre altres coses, al fet que la incorporació dels controladors basats en moviment com Kinect i PlayStation Move han allargat la vida útil d'aquestes consolas.

## Història
La vuitena generació va iniciar-se amb el llançament de la Nintendo 3DS, el 25 de febrer de 2011, seguida després per la PlayStation Vita de Sony, la qual fou llançada el 17 de desembre del mateix any i també per la revisió de l'anterior Nintendo 3DS, Nintendo 3DS XL . Oficialment la vuitena generació de consoles comença el 18 de novembre de 2012 quan Nintendo va treure a la venda Wii U pel fet que aquesta és la primera consola de sobretaula de la vuitena generació. Una segona consola de sobretaula, Ouya, va ser anunciada per part d'Android (la seva primera videoconsola) i va sortir a la venda el 2013. En un Nintendo Direct japonès a l'agost de 2014, es va anunciar una nova versió de la Nintendo 3DS, New Nintendo 3DS, amb múltiples millores incloent compatibilitat amb les figures amiibo. El novembre d'aquell mateix anys van sortir a la venda la PlayStation 4 de Sony i la Xbox One de Microsoft.

## Videoconsoles de sobretaula

### Wii U
Article principal: Wii U
El CEO de Nintendo of America, Reggie Fils-Aime, va dir que el llançament de la propera generació de Nintendo seria determinat pel continu èxit de la Wii. Nintendo va anunciar la successora de la Wii, a la qual van anomenar Project Café fins al seu anunci oficial a l'E3 del 2011, en la qual van anunciar la Wii U. La consola va ser llançada el 18 de novembre de 2012 a Nord Amèrica, el 30 de novembre a Espanya i 8 de desembre al Japó.
El controlador principal de la Wii U compta amb una pantalla tàctil incorporada que funciona com una pantalla interactiva auxiliar de manera similar a la Nintendo DS / 3DS, o fins i tot com la pantalla principal en si, permetent que els jocs siguin utilitzats sense la necessitat d'una pantalla extra connectada a la consola. Aquest aspecte seria millorat anys després amb una consola híbrida: la Switch. També és compatible amb el controlador estàndard del seu predecessor, el comandament de Wii i la seva versió millorada, el Wii MotionPlus, juntament amb tots els seus perifèrics incloent la Wii Balance Board.

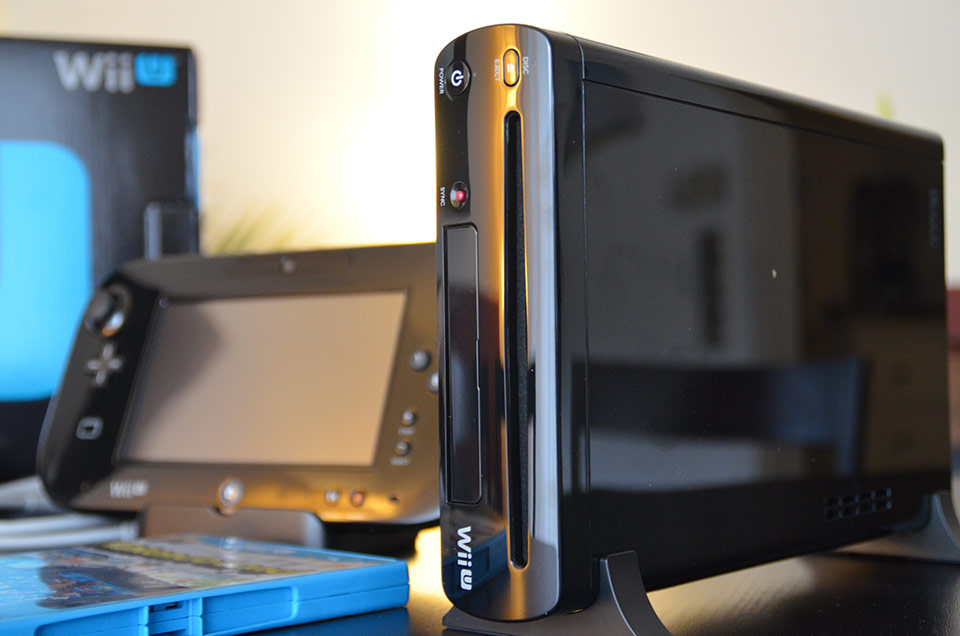
La Wii U, la videconsola de vuitena generació de Nintendo

A més, amb la sortida del Super Smash Bros per a Nintendo 3DS i Wii U van ser llançats altres accessoris, els amiibo, els quals es poden reconèixer en undel gamepad i eren compatibles en altres jocs, com Mario Kart 8, Super Smash Bros, Hyrule Warriors i Yoshi's Woolly World, Kirby, Mario Party 10, entre d'altres.

### PlayStation 4
Article principal: PlayStation 4
PlayStation 4 (oficialment abreujada com PS4) és la quarta videoconsola del model PlayStation de Sony Computer Entertainment. Va ser anunciada el 20 de febrer de 2013, però el 10 de juny es va presentar el disseny de la consola en l'E3. És la successora de la PlayStation 3 i competeix amb la Wii U de Nintendo i amb la nova consola de Microsoft, la Xbox One. El seu llançament va ser anunciat el dia 20 de setembre de 2013 a la conferència de premsa que Sony va realitzar a la Gamescom celebrada a la ciutat de Colònia, Alemanya. La nova PS4 va estar disponible en més de 32 països, a partir de l'15 de novembre a Nord Amèrica i a Europa des del 29 de novembre.
Allunyant-se de l'arquitectura cel·lular, la consola compta amb un processador AMD x86-64, dissenyada per fer més fàcil el desenvolupament de videojocs a la consola de nova generació, i d'aquesta manera atraure a un nombre més gran de desenvolupadors. Aquests canvis posen de manifest l'esforç de Sony per millorar les lliçons apreses durant el desenvolupament, la producció i el llançament de la PS3. Altres característiques de maquinari notables de la PS4 és que inclouen 8 GB de memòria unificada en forma de GDDR5, una unitat de disc Blu-ray més ràpid, i els xips propietaris dedicats a tasques de processament d'àudio, vídeo i de fons. Entre les noves aplicacions i serveis, Sony va llançar l'aplicació PlayStation App, permetent als que tinguin una PS4 convertir els telèfons intel·ligents (Smartphones) i les tauletes en una segona pantalla per millorar la jugabilitat. La companyia també va dissenyar un servei de joc basat en el núvol que allotja continguts i jocs descarregables anomenat PlayStation Now.

### Xbox One
Article principal: Xbox One
Xbox One és una videoconsola desenvolupada per Microsoft. És la successora de l'Xbox 360 que va ser llançada el 22 de novembre de 2013. Va ser anunciada oficialment el 21 de maig de 2013.
Microsoft va introduir una característica que permet al seu producte pugui tenir unes funcions similars a Google TV. Té un senyal de la caixa de cable i passa a través de la Xbox mitjançant un HDMI que permet la consola de Microsoft per superposar una interfície d'usuari i la funció en la part superior d'un canal de TV actual.
La consola compta amb una funció de control de veu similar a Siri d'Apple, el qual permet als usuaris controlar les funcions de Xbox a través d'ordres de veu. Tot el control de veu es coordina a través del Kinect, i amb això la capacitat de Skype també es convertirà en una funció de la nova Xbox.

### Comparació
| Nom                                | Wii U | PlayStation 4 | Xbox One | Nintendo Switch                                                                                       |
| ---------------------------------- | --- | --- | --- | --- |
| Consola                            | | | | |
|                                    | | | | |
| Dates de llançament                | - JP 8 de desembre del 2012 - NA 18 de novembre del 2012 - EU 30 de novembre del 2012 - AUS 30 de novembre del 2012 | - JP 22 de febrer del 2014 - NA 15 de novembre del 2013 - EU 29 de novembre del 2013 - AUS 15 de novembre del 2013                                                         | - JP Finals del 2014 - NA 22 de novembre del 2013 - EU 22 de novembre del 2013 - AUS 22 de novembre del 2013                              | - WW 3 de març del 2017                                                                               |
| Preu                               | Model premium - US$ 300 Model estàndard - US$ 249 | Model inicial - US$ 399 - €399 - £349 - A$549 | Model inicial - US$499 - €499 - £429 - A$599                                                                                              | Model inicial - US$299 - €329 - ¥29 980                                                               |
| Unitats vengudes                   | Tot el món: 13 560 000 unidades (20 de agosto de 2017) | Tot el món: 86 100 000 unidades (30 de septiembre de 2018) | Tot el món: 39 500 000 unidades (según los últimos datos de MS en 2018)                                                                   | Tot el món: 32 270 000 unidades (31 de diciembre de 2018)                                             |
| Disc òptic                         | Wii U Optical Disc 25 GB (única capa), Wii Optical Disc | Blu-ray, DVD, CD | Blu-ray, DVD, CD | Cap, cartutxos                                                                                        |
| CPU                                | IBM POWER7 a 1,24GHz Multi-Core | AMD Jaguar x86-64 de 8 nuclis a 1,6 GHz | AMD Custom x86-64 de 8 nuclis a 1,75 GHz                                                                                                  | ARM Cortex-A57 de 4 nuclis a 1,6 GHz                                                                  |
| GPU                                | AMD Radeon E6760 "Latte" 480 shaders@ 550 MHz (0,35 TFLOP/s) | AMD Radeon personalitzada 1152 shaders @ 800 MHz (1,84 TFLOP/s) | AMD Radeon personalitzada 768 shaders @ 853 MHz (1,23 TFLOP/s)                                                                            | Nvidia Tegra X1 personalitzada a ??? shaders @ max 1000 MHz (1,024 TFLOP/s)                           |
| Memòria RAM                        | 2 GB DDR3 | 8 GB GDDR5 | 8 GB DDR3 | 4 GB LPDDR4                                                                                           |
| Emmagatzament                      | Memòria flash interna, la consola compta amb 8Gb de memòria en la versió normal i de 32 GB en la versió premium Permets discs durs externs USB de fins a 2 TB | Disc Dur 500GB (reemplaçable) Permet discs durs externs USB | Disc Dur de 500GB (no-reemplaçable) Permet discs durs externs USB                                                                         | Memòria flash interna de 32GB expandible fins a 2 TB amb Targetes MicroSd                             |
| Suport integrat 3DTV               | Sí | Sí | Sí | Sí |
| Gravació de vídeo intern           | Sí (imatges en Miiverse) | Sí (FullHD@60Hz últims 60 minuts, botó share dedicat per fer-ho, no requereix membresia)                                                                                   | Sí (HD@30Hz últims 5 minuts, només per a membres Gold)                                                                                    | Sí (captures i últims 30 segons en jocs compatibles)                                                  |
| Revisions del Hardware del Sistema | No | Sí: PlayStation 4 Slim, Playstation 4 Pro | Sí: Xbox One S, Xbox One X | Sí: Nintendo Switch Lite                                                                              |
| Emmagatzament en la nube           | No | Sí | Sí | Sí |
| Retrocompatibilitat                | Amb Wii (format físic i digital), NES, SNES y N64 (format descargable) | Amb PS2 (emulació) | Amb Xbox 360; Xbox Original (format físico y format digital)                                                                              | Amb Neo Geo (format digital) NES y SNES (suscripció online)                                           |
| Segones pantalles                  | Wii U GamePad | PlayStation Vita, PlayStation App (Android, iOS), Ús a distància de la PS4 PC (Microsoft Windows/Mac OS, disponible en una actualització).                                 | SmartGlass | App per Android Nintendo Switch Online. App per a iOS Nintendo Switch Online                          |
| Suscripció online                  | Nintendo Network | PlayStation Plus, Playstation Now | Xbox Live, Xbox Game Pass | Nintendo Switch Online                                                                                |
| Streaming en directe de jocs       | No | Sí | Sí | No |
| Bloqueig Regional                  | Sí | No | No | No |
| Instal·lació obligatòria de jocs   | No | Sí | Sí | No |
| Necessita connexió a Internet      | No | No | Sí | No |
| Controls                           | - Wii U GamePad, - Wii U Pro Controller - Accessoris de Wii: - Wii Remote - Wii MotionPlus - Nunchuk - Wii Classic Controller - Wii Zapper - Wii Balance Board - GameCube Controller(Compatible només amb Super Smash Bros)                                                                                    | - Play Station Move - PlayStation Camera - DualShock 4 - Play Station Vita - Smartphone (només per fer gestions, obrir la consola, descarregar contingut o ser espectador) | - Mando Xbox One - Kinect 2.0 - Smartphone (només per fer gestions)                                                                       | - Joy-Con - Switch Pro Controller - Hori Pad - Gamecube Controller                                    |
| Accessoris (per separat)           | - Wii U Pro Controller - Base de recàrrega i suport del Wii U GamePad - Suport de Wii U - Set d'accessoris del Wii U GamePad - Llapis del Wii U GamePad (gran) - Protector de pantalla del Wii U GamePad - Micròfon de Wii U - Set complementàri: - Comandament de Wii Plus - Nunchuk - Barra de sensor de Wii | - DualShock 4 - PlayStation Move - PlayStation Camera - PlayStation VR | - Control inal·làmbric Xbox One - Xbox One Chat Headset                                                                                   | - Joy-Con - Switch Pro Controller - Carregador per Joy-Con amb piles AA - Grip per als Joy Con        |
| Vídeo                              | - 1080p, 1080i, 720p, 480p o 480i, estàndard 4:3 i 16:9 Pantalla ampla anamòrfica - Per analògic AV es compon de: Vídeo compost YPBPR Components de vídeo S-Video (NTSC consoles únicament) RGB SCART (PAL consoles únicament) D-Terminal (Japó solament) - Port de sortida HDMI                               | - Resolució 1080p, 1080i, 720p, 4K (PlayStation Pro) - Port de sortida HDMI                                                                                                | - Resolució 1080p, 1080i, 720p, 4K (Xbox One X) - Port de sortida HDMI - Port de sortida HDMI                                             | - Resolució 1080p connectada al televisor, 720p - Port de sortida HDMI - 1280 x 720 LCD, 6,2 polzades |
| Àudio                              | - Sortida estèreo analògica via "port AV" - Sortida lineal de sis canals via HDMI PCM | - Sortida lineal de sis canals via HDMI PCM | - Sortida lineal de sis canals via HDMI PCM                                                                                               | - Sortida lineal de sis canals via HDMI PCM - Altaveus estèreo - Port d'auriculars                    |
| Perifèrics                         | - Secure Digital Lector de targetes SD (suporta targetas SDHC) - 4 USB 2.0 ports USB 2.0 (2 frontals y 2 del darrere) - Bluetooth - Port per a barra sensora de Wii - Port "multi AV" - Sortida HDMI 4.0 | - Bluetooth 2.1 - Sortida HDMI - 2 Ports USB 3.0 - Sortida òptica | - Wi-Fi Direct - 2 ports HDMI, 1 d'entrada i un altre de sortida - 3 ports USB 3.0 - Port propietari (per el Kinect 2.0) - Sortida òptica | - Bluetooth 4.0 - 1 port USB 3.0 - 2 ports USB 2.1 - 1 port USB type-C                                |

## Videoconsoles híbrides[1][2][3]
La Nintendo Switch és una videoconsola híbrida, amb el sistema principal basat en la consola Switch, la base de la Switch i els comandaments Joy-Amb. Tot i tractar-se d'una consola híbrida, Fils-Aime ha dit que la Switch és en essència "una consola de sobretaula que et pots emportar a on vulguis".

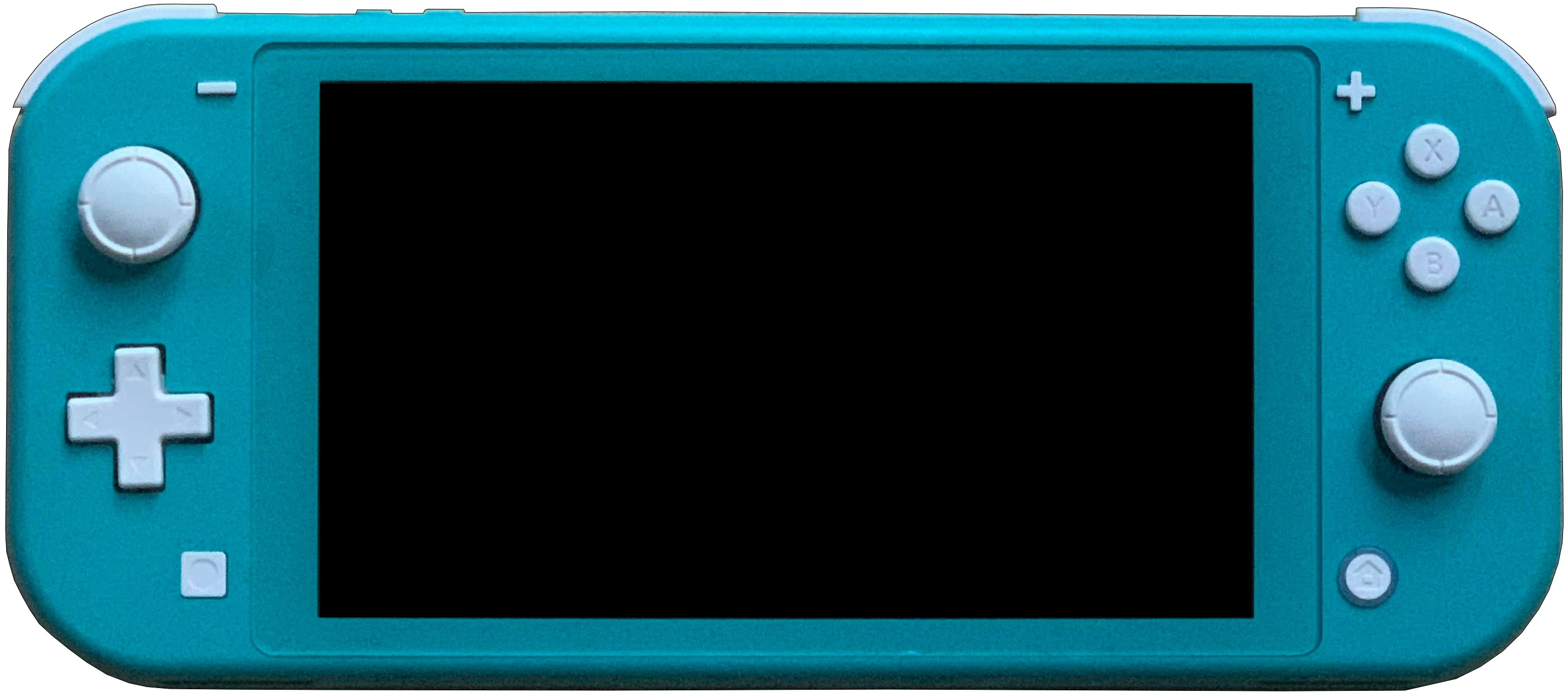
Nintendo Switch Lite, un redisseny de la Nintendo Switch que no és híbrida.

Durant el desenvolupament de la que anava a ser la successora de la Wii U, Tatsumi Kimishima (CEO de Nintendo) va dir que mentre Nintendo pensava sobre quina nova màquina volien produir, ells "no només volien un successor" per a la Nintendo 3DS o la Wii U, sinó que es van preguntar "quin tipus de nova experiència podem crear?". En una entrevista al diari japonès Asahi Shimbun, Kimishima va dir que la Switch estava dissenyada per oferir una "nova manera de jugar" que tindria "un impacte superior a el de la Wii U". El president de Nintendo of America, Reggie Fils-Aime, va emfatitzar en la recepció de la consola com un dispositiu que proveeix als jugadors l'opció de jugar a casa o a qualsevol lloc, i va assegurar que això animaria als desenvolupadors a crear nous tipus de jocs. El nom de "Switch" (literalment "interruptor") va ser escollit no només per referir-se a l'habilitat de la consola d'intercanviar la manera de portàtil a el de sobretaula, sinó a "la idea de tenir un 'interruptor' que canvia la manera en què la gent fa el seu entreteniment en el seu vida diària ". Una part clau de la publicitat de la Switch és que ha de ser" clara com l'aigua a l'hora de comunicar què és el producte i què pot fer ", segons Fils-Aime, per evitar problemes semblants als els que van tenir amb la Wii U. Mentre que la Wii U estava dissenyada com una consola de sobretaula, però la manca de claredat de Nintendo sobre el tema va portar la confusió general sobre que la consola era més aviat un Gamepad, solapant les altres funcions que Nintendo afegir amb la Wii U com el joc amb dues pantalles. En canvi, per a la Switch, Fils-Aime ha dit que la companyia ha estat "molt agressiva i clarament comunicant la proposta que és una consola de sobretaula que pots emportar-te allà on vulguis".

## Consoles portàtils

### Família 3DS
Article principal: Nintendo 3DS family

#### Nintendo 3DS
La Nintendo 3DS és una videoconsola portàtil produïda per Nintendo. És la successora de la Nintendo DS. El dispositiu autoestereoscòpic és capaç de projectar la visió 3D estereoscòpica sense necessitat d'utilitzar ulleres o qualsevol altre accessori addicional. La Nintendo 3DS ofereix retrocompatibilitat amb el programari de Nintendo DS, incloent Nintendo DSi. Nintendo va donar a conèixer oficialment la consola al E3 al març de 2010, convidant als assistents a utilitzar les unitats de demostración. La seva principal competidora va ser PlayStation Portable i la PlayStation Vita de Sony.

#### Nintendo 3DS XL
La Nintendo 3DS XL és una consola portàtil desenvolupada per Nintendo per millorar l'experiència de joc obtinguda per Nintendo 3DS. Va ser anunciada el 21 de juny de 2012 durant la conferència de Nintendo Direct i el seu llançament va ser el 28 de juliol de 2012 a Europa i Japó, mentre que a Amèrica del Nord va ser el 19 d'agost de 2012. Mantenia la mateixa resolució que en l'anterior model, no va estar acompanyada de novetats pel que fa a programari i no incloïa un segon botó lliscant. No obstant això, va incloure millores en la durada de la bateria, que passava de durar entre 3 i 5 hores, a entre 3,5 i 6,5 hores.

#### Nintendo 2DS
Nintendo 2DS és una revisió de la consola Nintendo 3DS, pensada per a usuaris amb dificultats amb el 3D. Anunciada el dimecres 28 d'agost de 2013 i pertanyent a la família de la mateixa. Conserva les mateixes funcions i especificacions que aquesta, llevat que no reprodueix els videojocs en l'efecte 3D, sinó en 2D (d'aquí el seu nom). Conserva la mida de pantalles de Nintendo 3DS.

#### New Nintendo 3DS

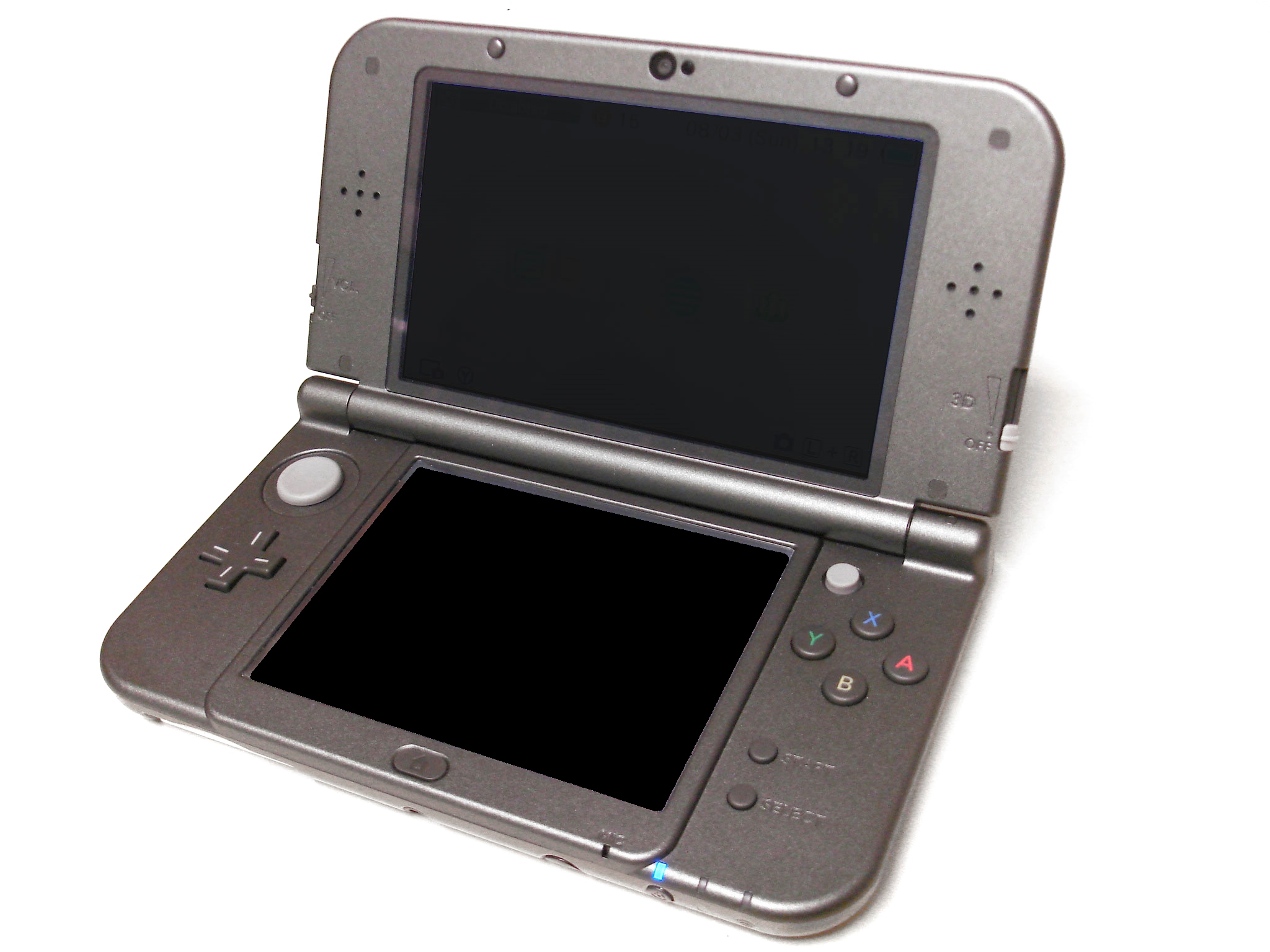
Model de New Nintendo 3DS

És una nova revisió de Nintendo 3DS anunciada en el 2014, amb novetats interessants, especialment la compatibilitat amb Amiibo, mentre que models anteriors necessitarien un perifèric independent.

#### New Nintendo 3DS XL
És una nova revisió de Nintendo 3DS XL anunciada en el 2014, amb novetats interessants, especialment la compatibilitat amb Amiibo, mentre que models anteriors necessitarien un perifèric independent.

#### New Nintendo 2DS XL
De la mateixa manera que la New Nintendo 3DS, aquest és un redisseny de l'Nintendo 2DS, el qual té noves funcions com els nou gallets ZL i ZR i la compatibilitat amb Amiibo.

### PlayStation Vita
PlayStation Vita és una consola portàtil de videojocs desenvolupada per Sony Computer Entertainment. És la successora de PlayStation Portable en la línia PlayStation. Va ser llançada al Japó i parts d'Àsia el 17 de desembre de 2011. A Europa i Amèrica del Nord va ser llançada el 22 de febrer de 2012.
La portàtil inclou dos joysticks, pantalla AMOLED de 12,7 cm, multitàctil, i suport per Bluetooth, Wi-Fi i opcionalment 3G. Internament, la Vita compta amb un processador de 4 nuclis ARM Cortex-A9 MPCore i una unitat de processament gràfic amb altres 4 nuclis SGX543MP4 +, així com el programari LiveArea com a interfície d'usuari principal, que succeeix a la XrossMediaBar, present a la PSP i PS3. El dispositiu és compatible amb els jocs de PlayStation Portable llançats en PlayStation Network a través de PlayStation Store.